# Kelvin Jack
Kelvin Jack (ur. 29 kwietnia 1976 w Trincity na wyspie Trynidad) – piłkarz pochodzący z Trynidadu i Tobago, grający na pozycji bramkarza.

## Kariera
Jack zaczynał karierę na wyspie Trynidad. W swojej karierze zwiedził 5 klubów z tejże wyspy. A były to: Cultural Club, Trincity United Sports, Doc’s Khelwalaas, W Connection FC oraz do stycznia 2004 San Juan Jabloteh. Od paru lat Jack przymierzał się do wyjazdu do Anglii, by zagrać w tamtejszej lidze, wyjeżdżał na próbne testy, ale dopiero w marcu 2004 trafił do zespołu Reading. Jednak w klubie tym nie zdołał rozegrać żadnego meczu. W lipcu 2004 zgłosił się po niego Oldha,m Athletic, ale obie strony nie dogadały się, co do kwestii finansowych. W końcu mierzący 190 cm i ważący 101 kg Jack przeszedł do grającego wówczas w Scottish Premier League, Dundee F.C. W sezonie 2004/2005 drużyna ta spadła z ligi, ale Jack pozostał w Dundee. Od 2006 do 2008 roku był piłkarzem Gillinghamu, a dwa lata później trafił do Southend United.
W reprezentacji Trynidadu i Tobago Jack zadebiutował 1 maja 1997 roku w zremisowanym 1:1 meczu z reprezentacją Jamajki. Dość mały wybór klasowych bramkarzy w reprezentacji Trynidadu i Tobago spowodował, że Jack stał się podstawowym bramkarzem drużyny. Selekcjoner Leo Beenhakker na tyle zaufał Jackowi, że zabrał go na Mistrzostwa Świata w Niemczech. W pierwszym meczu z reprezentacją Szwecji (zremisowanym później 0:0) Jack miał wystąpić w pierwszym składzie, jednak na rozgrzewce przed meczem doznał kontuzji ręki i w bramce zastąpił go późniejszy bohater meczu Shaka Hislop. Jack wystąpił tylko w trzecim meczu mistrzostw – przegranym 0:2 Paragwajem, co spowodowało, że reprezentacja Trynidadu i Tobago wróciła do domu po fazie grupowej.